# A'Chùli
A'Chùli est une île inhabitée du Royaume-Uni située en Écosse faisant partie de l'archipel des Hébrides intérieures.